# TRENDY DRAMA HIT STORY
『TRENDY DRAMA HIT STORY』(トレンディー・ドラマ・ヒット・ストーリー)は、ソニー・レコーズから発売されたコンピレーション・アルバム。

## 概要
- ドラマ使用曲を集めたコンピレーション・アルバム。
- イラストは、くじらいいく子。

## 収録曲
1. 君がいるだけで (4:39)/米米CLUB
作詞・作曲:米米CLUB、編曲:米米CLUB・中村哲
「素顔のままで」主題歌。
2. You're the Only… (4:01)/小野正利
作詞:小野正利、作曲:柘植由秀、編曲:笹路正徳
「君のためにできること」主題歌。
3. もう涙はいらない (4:36)/鈴木雅之
作詞:西尾佐栄子、作曲・編曲:中崎英也
「刑事貴族3」エンディングテーマ。
4. 星が見えた夜 (5:39)/楠瀬誠志郎
作詞:並河祥太、作曲:楠瀬誠志郎、編曲:十川知司
「いとこ同志」主題歌。
5. 泣いてないってば (3:59)/裕木奈江
作詞:秋元康、作曲:筒美京平、編曲:萩田光男
「ウーマンドリーム」テーマ。
6. きっと、また逢える… (4:45)/松田聖子
作詞:Seiko Matsuda、作曲:Seiko Matsuda・Ryo Ogura、編曲:Yuji Toriyama
「おとなの選択」主題歌。
7. 19番のタンゴ (3:08)/ジャム・クリーム
作詞:長戸大幸、作曲:吉江一男、編曲:葉山たけし
「天使のように生きてみたい」エンディングテーマ。
8. WILD HEAVEN (5:22)/TMN
作詞:小室みつ子、作曲・編曲:小室哲哉
「ララバイ刑事'91」オープニングテーマ。
9. Say Anything (8:40)/X
作詞・作曲:YOSHIKI、編曲:X
「ララバイ刑事'91」エンディングテーマ。
10. 心から好き (5:13)/宮沢りえ
作詞:Kikuji、作曲:山田直毅、編曲:難波正司
「東京エレベーターガール」エンディングテーマ。
11. ほっとけないよ (4:17)/楠瀬誠志郎
作詞:並河祥太、作曲・編曲:楠瀬誠志郎
「ADブギ」主題歌。
12. STAY (4:04)/ロッテンハッツ
作詞:片寄明人、作曲:高桑圭、編曲:?
「ホームワーク」挿入歌。
13. 泣きやまないで (4:06)/髙嶋政宏
作詞:沢ちひろ、作曲:財津和夫、編曲:是永巧一
「デパート!秋物語」主題歌。
14. ありがとう (4:48)/大江千里
作詞・作曲:大江千里、編曲:大村雅朗
「十年愛」主題歌。
15. 約束の橋 (4:15)/佐野元春
作詞・作曲:佐野元春、編曲:?
「二十歳の約束」主題歌。